# Charles Fossey
Charles Fossey (* 29. Juli 1869 in Cambrai; † 27. November 1946 in Monte Carlo) war ein französischer Assyriologe.
Fossey studierte von 1891 bis 1894 an der École normale supérieure Altertumswissenschaften. Anschließend wurde er Mitglied der École française d’Athènes. 1898–99 war er am Institut français d’archéologie orientale in Kairo tätig. Seit 1899 lehrte er Assyriologie an der École pratique des hautes études, seit 1907 als Directeur d’Études. Als Nachfolger von Julius Oppert wurde er 1906 Professor für Assyriologie am Collège de France in Paris und lehrte bis zu seiner Emeritierung 1939.

## Veröffentlichungen (Auswahl)
- mit Vincent Scheil: Grammaire assyrienne. Welter, Paris 1901, (Digitalisat).
- La Magie assyrienne. Étude suivie de textes magiques (= Bibliothèque de l’École des Hautes Études, Section des Sciences Religieuses. 15, ZDB-ID 773725-7). Leroux, Paris 1902, (Digitalisat).
- Manuel d’Assyriologie. Fouilles, écriture, langues, littérature, géographie, histoire, religion, institutions, art. 2 Bände. Leroux, Paris 1904–1926;
  - Band 1: Explorations et fouilles. Déchiffrement des cunéiformes. Origine et histoire de l’écriture. 1904, (Digitalisat);
  - Band 2: Évolution des cunéiformes. 1926.
- Textes assyriens et babyloniens relatifs à la divination. Geuthner, Paris 1905, (Handschriftlich vervielfältigt; Digitalisat).